# Dobovlje
Dobovlje – wieś w Słowenii, w gminie Domžale. W 2018 roku liczyła 40 mieszkańców.